# 科米共和国

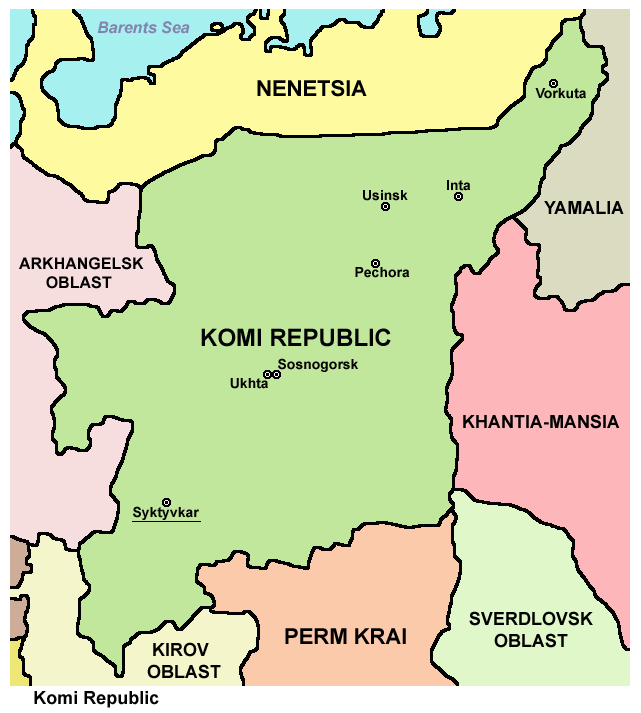

科米共和国（羅馬化：Respublika Komi）是俄羅斯聯邦主體之一，屬西北部聯邦管區。位於東歐平原東北部內陸，烏拉爾山脈西麓，面積415,900平方公里，人口1,018,674（2002年）。首府瑟克特夫卡尔。

## 历史
科米人属乌拉尔语系民族，与芬兰人、爱沙尼亚人、馬扎兒人、马里人、乌德穆尔特人、卡累利阿人是近亲，很早就生活在维切格达河流域。1921年8月22日建立科米自治州，1936年12月5日建立科米苏维埃社会主义自治共和国，1996年8月21日改称为科米共和国。

## 地理
科米共和国位于东欧平原的东北边区、乌拉尔山脉的西部，面积41.59万平方公里。其南邻彼尔姆邊疆區，东南与斯维尔德洛夫斯克州相邻，东部与汉特-曼西自治区（秋明州一部分）接壤，东北与亚马尔-涅涅茨自治区（秋明州一部分）毗邻，北部及西北部毗邻涅涅茨自治区（阿尔汉格尔斯克州一部分），西部毗邻阿尔汉格尔斯克州。南北相距660公里，东西相距为660公里。
科米共和国境内大部分是平原，呈西北至东南走向的季曼嶺橫穿而過。东部是极圈乌拉尔山。
其水域极其发达，大河有伯朝拉及其支流、维切格达河及其支流，还有大量的湖泊，沼泽占领土面积的12%～15%。科米共和国的大部分领土被森林所覆盖，森林覆盖面积2900公顷，占领土面积的69%。在北纬66度附近，由森林转为冻土。面積32,800平方公里的科米原始森林是俄羅斯第一個世界自然遺產。

## 气候
科米共和国的大部分地区气候为温带大陆性气候，冬季长，潮湿，夏季温暖。气候由南至北渐冷，南部地区夏季温度在10℃～20℃之间，冬季在零下13℃～零下25℃之间；北部地区夏季温度在5℃～15℃之间，冬季在零下17℃～零下30℃之间。科米共和国北部和东北部是永久性冻土，占领土面积的13%，植物生长期南部为150天，北部为90天。

## 资源
科米共和国矿产资源丰富，有石炭、石油、天然气、片岩、沥青石、钛矿、铝土矿、矿盐、石灰岩等。水利资源储备潜能超过3兆瓦；木材储备达30亿立方米。
此外，还有重要的渔猎资源，有北极狐、貂、鲑鱼、秋白鲑，并且这里是俄罗斯大部分鱼种的产卵场所。

## 人口
在科米共和国的民族构成中，俄罗斯人最多，占大约六成，还有乌克兰人和白俄罗斯人。科米人是科米共和国的土著民族，前苏联时共有34.5万人，现今科米共和国生活着30万科米人，占前苏联的科米人总数的96%，占科米共和国现有人口的23%。科米人还生活在乌拉尔附近、秋明州、亚马尔-涅涅茨自治区、汉特-曼西自治区、科拉半岛等地区。

### 民族構成
據2002年統計:
| 民族       | 人數(* （页面存档备份，存于）) |
| ---------- | ------------------------------ |
| 俄羅斯族   | 60 7021 (59.6 %)               |
| 科米族     | 25 6464 (25.2 %)               |
| 烏克蘭族   | 6 2115 (6.1 %)                 |
| 白俄羅斯族 | 1 5212 (1.5 %)                 |
| 韃靼族     | 1 5680 (1.5 %)                 |
| 日耳曼族   | 9246（0.9%）                   |
| 其他       | 5 2936（5.2%）                 |

## 行政区划
科米共和国的首府是瑟克特夫卡尔市，建市时间为1780年，从莫斯科到瑟克特夫卡尔市的距离为1515公里。
其它共和国直属市有：沃尔库塔市，1943年成立；因塔市，1954年成立；伯朝拉市，1949年成立；乌赫塔市，1943年成立；乌辛斯克，1984年成立。
区属城市有：葉姆瓦市，1985年成立；米昆市，1959年成立；索斯诺戈尔斯克市，1955年成立。